# Kakurenbo
Kakurenbo (jap. カクレンボ, dosł. „Zabawa w chowanego”) – japoński animowany film krótkometrażowy w reżyserii Shuheia Mority. Premiera filmu miała miejsce w marcu 2005 roku na Międzynarodowych Targach Anime w Tokio.

## Fabuła
Film opowiada o grze „Otokoyo” (jap. オトコヨ, dosł. Polowanie na ludzi), wersji zabawy w chowanego, w której biorą udział dzieci noszące lisie maski, w pobliżu ruin opuszczonego miasta inspirowanego Kowloon Walled City. Dzieci biorące udział w zabawie znikają, co prowadzi do przekonania, że zostały porwane przez demony. Kakurenbo śledzi losy Hikory, chłopca, który dołącza do gry z nadzieją na odnalezienie swojej zaginionej siostry, Sorinchy.

## Obsada
| Postać   | Seiyū           |
| -------- | --------------- |
| Hikora   | Junko Takeuchi  |
| Sorincha | Masami Suzuki   |
| Yaimao   | Makoto Ueki     |
| Noshiga  | Ryō Naitō       |
| Tachiji  | Mika Ishibashi  |
| Suku     | Akiko Kobayashi |